# الرويجل
قرية الرويجل هي إحدى القرى الجزائرية تقع جنوب شرق زريبة الوادي التابعة إداريا لبلدية الفيض دائرة زريبة الوادي ولاية بسكرة.
تشتهر بالزراعة أهم منتوجاتها الفول- الحنة- المولوخية- الخضروات الموسمية( طماطم-فلفل- بصل.... ) القمح - التبغ؛ تبعد عن مقر الولاية بحوالي 87 كلم
```
سكانها عرش اولاد عمر وينقسم الي القاب مختلفة منها حامد و بن بوزيان وسالمي وبن علية وهادفي والعمري وبوضياف سلطان معمولي فرحات فريح بن عياد  
```